# زيمنا فودا (لفيفسكا)
زيمنا فودا (Зимна Вода) هي مدينة في مقاطعة لفيفسكا في أوكرانيا.
يبلغ عدد سكانها حوالي 9725 نسمة.